# 綠山城
绿山城（波蘭語：Zielona Góra，直译：「绿色的山」，發音：[ʑɛˈlɔna ˈɡura] ⓘ）是位於波兰西部的城市，盧布斯卡省的省會與第一大城，約有14萬名居民。
该市建立于13世纪，历史上为重要的贸易城市；1871年德意志統一期間，城市随普鲁士成為德意志帝國的一部分，旧称西里西亚地区格林贝格（德語：Grünberg in Schlesien）。二戰後根據波茨坦协定成為波蘭領土。
綠山城自从1999年以来屬盧布斯卡省管轄，原本是绿山省（1975-1998年）首府，現今則是盧布斯卡省的兩個省府之一（另一個是大波蘭地區戈茹夫）。

## 旅遊資源
這座城市的地理特色直接反映在市名上（在波蘭語和德語中都翻譯為“綠山”）。綠山城的周圍環繞著樹木覆蓋的山丘，林地就佔了該市總面積的大約一半。此外，綠山城擁有多個旅遊景點和重要的歷史遺跡，包括保存完好的中世紀老城區、13世紀的集市廣場、宮殿、公園。

## 釀酒業
幾個世紀以來，綠山城以其葡萄酒而聞名，在波蘭有“葡萄酒之城”的綽號。目前为波兰两大葡萄栽培和白葡萄酒酿造地区之一，當地第一座葡萄酒厂建造于1214年左右。从1852年起，一年一度的綠山城葡萄酒節会在这里举办。

## 教育
市內設有綠山城大學和國際貿易金融學院。目前有18,000名學生在該市學習。

## 交通
綠山城機場位於城市東北部的巴比莫斯特。目前是波蘭第11最繁忙的機場，波蘭航空目前提供飛往華沙的每日航班。
綠山城火車總站是市內最重要的鐵路車站，有列車連接波蘭主要城市，以及往柏林、維也納的國際運輸。

## 友好城市
- 斯洛伐克 尼特拉
- 法國 特鲁瓦
- 德国 费尔登
- 德国 科特布斯
- 荷蘭 海尔蒙德
- 義大利 拉奎拉
- 羅馬尼亞 比斯特里察
- 美国 科罗拉多州奥罗拉
- 塞爾維亞 克拉列沃
- 中国 无锡